# 威氏錘形鯰
威氏錘形鯰，為輻鰭魚綱鯰形目毛鼻鯰科的其中一種，為熱帶淡水魚，分布於南美洲厄瓜多爾Napo河流域，本魚棲息在底層水域，體長可達7.9公分，生活習性不明。